# Línea K-41 (Interurbanos Cantabria)
La línea K-41 es una línea de autobús interurbano de Cantabria que une la estación de autobuses de San Vicente de la Barquera con la de Santander pasando por las localidades de Comillas, Santillana del Mar y Torrelavega.

## Características de la línea
Esta línea es el resultado de la unificación de las líneas K-2 Comillas - Torrelavega y K-11 Lamadrid - Santander.
Recorre un total de 65,2 kilómetros y tarda 1,25 horas, aproximadamente, con lo que resulta una velocidad comercial de 46 km/h.
Además de este recorrido, en la resolución de la adjudicación del servicio se contemplaban los siguientes itinerarios:
- La Revilla - Lamadrid, de 2,5 kilómetros y sin paradas intermedias. Esta línea está fuera de servicio.[2]
- Cóbreces - Puente San Miguel, de 14 kilómetros por Novales, Cerrazo y Villapresente. Se ha prolongado hasta Torrelavega.[3]
- Novales - Oreña, de 2 kilómetros y sin paradas intermedias. Esta línea está fuera de servicio.[4]
- Santillana de Mar - Barreda, de 6 kilómetros, por Queveda y Viveda. Esta línea está fuera de servicio aunque la línea Línea Herran - Torrelavega tiene un recorrido análogo pero con distinto inicio, Herrán, y final, Torrelavega.[5]

### Transbordos
- Estación de autobuses de San Vicente de la Barquera:
  - Fuente Dé - Santander.
- Cóbreces:
  - Cóbreces - Puente San Miguel
- Puente San Miguel y Torres:
  - Fuente Dé - Santander.
  - Torrelavega - Renedo de Cabuérniga.
- Paradas en Santander:
  - Líneas TUS.

### Horarios
La línea tiene las siguientes circulaciones:
| Horarios           | Horarios            | Horarios                      |
| ------------------ | ------------------- | ----------------------------- |
| Laborables         | Sentido Santander   | 7:00 - 9:45 - 15:15 - 17:00   |
| Laborables         | Sentido San Vicente | 10:30 - 12:55 - 17:15 - 19:00 |
| Sábados y festivos | Sentido Santander   | 9:45 - 15:15                  |
| Sábados y festivos | Sentido San Vicente | 11:30 - 19:00                 |

## Recorrido
El recorrido se inicia en la estación de autobuses de San Vicente de la Barquera. Desde esta estación, sigue la carretera N-634 sentido Santander hasta el cruce con la carretera autonómica CA-131 por la que continúa pasando por el núcleo de La Revilla y bordenado por el sur el de Los Llaos, ambos en el término municipal de San Vicente de la Barquera. Continúa por Valdáliga, donde se sitúa una parada en el cruce con la carretera CA-236 y que sirve de acceso a la playa de Oyambre.
Tras cruzar sobre la ría de la Rabia, que hace de límite con el término municipal de Comillas, el recorrido continúa por los núcleos de La Rabia y Rubárcena para entrar en el centro de la villa de Comillas por la carretera CA-135 hasta el cruce con la calle las Infantas por la sigue y, continuando por el paseo Garelly, llega hasta el puerto de Comillas.
Desde este punto, toma la carretera CA-361 hasta volver a enlazar con la CA-131 hasta llegar a Santillana del Mar en cuyo centro urbano gira por la carretera CA-926 hasta enlazar con la CA-134 en la intersección de acceso a la Cueva de Altamira.
Seguidamente, la línea de autobús sigue su recorrido por la carretera CA-136 hasta llegar a Puente San Miguel donde continúa por la carretera N-634 hasta entrar en Torrelavega llegando hasta la estación de autobuses.
Desde Torrelavega toma la autovía A-67 hasta llegar a Santander entrando por La Marga y bordeando el Hospital Universitario Marqués de Valdecilla. Tras pasar por la calle San Fernando y otras vías céntricas de la ciudad, acaba su recorrido en la estación de autobuses de la capital cántabra.